# Szeptember 26.
Szeptember 26. az év 269. (szökőévben 270.) napja a Gergely-naptár szerint. Az évből még 96 nap van hátra.
Névnapok: Jusztina + Cipora, Cippóra, Ciprián, Cipriána, Ciprienn, Damján, Damos, Darrell, Demény, Demjén, Denton, Dömjén, Jusztínia, Kozima, Kozma, Özséb

## Események
- 1542 – Nemzetközi keresztény sereg vonul Buda visszafoglalására, de kudarcot vall.
- 1580 – Sir Francis Drake körülhajózza a Földet.
- 1676 – XI. Incét pápává választják.
- 1703 – II. Rákóczi Ferenc uralja Magyarország nagy részét (amint ezt XIV. Lajos francia királyhoz írt levelében tanúsítja).
- 1777 – Mária Terézia áttelepíti a nagyszombati tudományegyetemet a budai királyi várba, és megalapítja az Egyetemi Könyvtárat.
- 1835 – Bemutatják Gaetano Donizetti: Lammermoori Lucia c. operáját.
- 1848 – Jellasics császári tábornagy, horvát bán csapatai elfoglalják Székesfehérvárt. V. Ferdinánd király Lamberg Ferenc altábornagyot nevezi ki a magyar hadsereg főparancsnokának.
- 1903 – Építőmunkások sztrájkja Pécsett.
- 1907 – Új-Zéland, a Brit Birodalom utolsó telepes gyarmataként domíniumi státuszt kap.
- 1920 – A numerus claususról szóló törvény elfogadása, mely előírja az egyetemekre, jogakadémiákra fölvehetők számát és összetételét.[1] Azaz törvénybe iktatja, hogy az adott népcsoporthoz tartozó felveendő hallgatók száma el kell érje az adott népcsoportnak a teljes népesség körében elfoglalt számarányát, vagy annak kilenc tizedét.
- 1944 – A Vörös Hadsereg bevonul Makó városába.
- 1950 – Az ELTE-n marxizmus–leninizmus tanszék létesül.
- 1953 – Spanyolország és az Amerikai Egyesült Államok egyezményt kötnek. Spanyolország tíz évre katonai támaszpontokat ad bérbe az Egyesült Államoknak, ennek fejében egymilliárd dolláros gazdasági segítséget kap.
- 1957 – Bemutatják a Broadwayn a West Side Story c. musicalt, a zeneszerző Leonard Bernstein.
- 1960 – Az első televíziós elnökjelölti vita az Egyesült Államokban, Richard Nixon és John F. Kennedy között.
- 1960 – Fidel Castro az ENSZ történetének leghosszabb beszédét tartja, 4 és fél órán át.
- 1966 – Megnyitják az I. Budapesti Művészeti Heteket.
- 1973 – A Concorde első útja Washington és Párizs között. Az út 3 óra 33 percig tart.
- 1980 – Bombamerénylet Münchenben. A hagyományos Sörünnepről, az Oktoberfestről hazainduló embertömegben egy szélsőjobbos merénylő bombát robbant. 13 ember életét veszti, több mint 200-an megsérülnek.
- 1981 – Levegőbe emelkedett az első Boeing 767-es.
- 1983 – Mihail Gorbacsov Magyarországon tárgyal.
- 1988 – Ben Johnson kanadai sprintert megfosztják olimpiai aranyérmétől, mert megbukik a drogteszten.
- 1988 – Brüsszelben az Európai Unió kereskedelmi és gazdasági együttműködési megállapodást köt Magyarországgal.
- 1989 – A Magyar Országgyűlés elfogadja a be- és kivándorlási törvényt. Ez alapvető emberi jognak nyilvánítja a kivándorlást, és a szabad mozgást.
- 1989 – Brüsszelben 24 tőkés ország újabb értekezletet tart lengyelországi és a magyarországi reformok támogatásáról.
- 1991 – A Zsil-völgyi bányászok Bukarestbe vonulnak, elfoglalják a Parlament épületét. Petre Roman kormányfő lemondása után a bányászok hazatérnek.
- 1992 – Tom Lantos amerikai képviselő kezdeményezésére a washingtoni Képviselőház megvitatja Csurka István pamfletjét.
- 1997 – Földrengés Assisiben. A Szent Ferenc-bazilika tetőszerkezete beomlik, a középkori freskókban súlyos károk keletkeznek.
- 2001 – A Lengyel Wikipédia (Polska Wikipedia) elindításának napja.
- 2002 – Szenegál partjainál elsüllyed a Le Joola komphajó. 1863 ember életét veszti, csak 64 főt tudnak kimenteni.
- 2006 – Budapesten tárgyal James Lee Jones vezérezredes, a Szövetséges Fegyveres Erők európai legfelső parancsnoka (Supreme Allied Commander Europe – SACEUR) Havril András vezérezredessel (vezérkari főnökkel).
- 2007 – Rangunban a katonák először gumibotokkal támadnak a tüntetőkre – köztük a soraikban megjelenő szerzetesekre –, később könnygázt is bevetnek, majd lövéseket is leadnak; a mianmari helyzet miatt rendkívüli ülésre hívják össze az ENSZ Biztonsági Tanácsát.
- 2007 – Vietnám déli részén fekvő Can Tho városában összedől egy, a Hau folyó fölött épülőben lévő híd.

## Sportesemények
Formula–1
- 1993 –  portugál nagydíj, Estoril - Győztes: Michael Schumacher  (Benetton Ford)
- 1999 –  európai nagydíj, Nürburgring - Győztes: Johnny Herbert  (Stewart Ford)
- 2004 –  kínai nagydíj, Shanghai - Győztes: Rubens Barrichello  (Ferrari)
- 2010 –  szingapúri nagydíj, Singapore - Győztes: Fernando Alonso  (Ferrari)

Labdarúgás
- 2022 – Férfi válogatott mérkőzés: Magyarország és Olaszország között a Puskás Arénában, a 2022–2023-as UEFA Nemzetek Ligájának A ligájában

## Születések
- 1791 – Théodore Géricault francia festőművész († 1824)
- 1849 – Ivan Petrovics Pavlov Nobel-díjas orosz orvos, fiziológus († 1936)
- 1870 – X. Keresztély (Christian) dán király († 1947)
- 1872 – Ottokar Czernin gróf, cseh főrend, osztrák-magyar politikus, diplomata, külügyminiszter († 1932)
- 1886 – Bálint Lajos magyar kritikus, író, dramaturg, műfordító († 1974)
- 1886 – Archibald Hill Nobel-díjas brit fiziológus, biofizikus († 1977)
- 1888 – T. S. Eliot Nobel-díjas amerikai költő († 1965)
- 1889 – Martin Heidegger német filozófus († 1976)
- 1891 – Hans Reichenbach német fizikus, filozófus († 1953)
- 1897 – VI. Pál pápa (er. Giovanni Battista Montini) († 1978)
- 1898 – George Gershwin amerikai zeneszerző († 1937)
- 1900 – Hacsatur Kostojanc szovjet-örmény neurofiziológus, az MTA tagja († 1961)
- 1905 – Toncz Tibor festő, grafikus, karikaturista, illusztrátor († 1979)
- 1907 – Radványi Géza Kossuth-díjas magyar filmrendező († 1986)
- 1907 – Anthony Blunt brit történész, egyetemi tanár, szovjet kém, a „Cambridge-i ötök” egyike († 1983)
- 1908 – Lakó György magyar nyelvész, finnugrista († 1996)
- 1919 – Matilde Camus spanyol költő († 2012)
- 1920 – Hárs Ernő József Attila- és Déry Tibor-díjas költő, műfordító  († 2014)
- 1923 – Oláh Andor természetgyógyász, orvos, szakíró († 1994)
- 1926 – Vincze Imre magyar zeneszerző († 1969)
- 1926 – Forrai Katalin magyar zenetanár, karnagy († 2004)
- 1928 – Hildebrand István Kossuth-díjas magyar operatőr, a nemzet művésze († 2022)
- 1928 – Joó István magyar geodéta és térképész († 2007)
- 1932 – Almási Miklós Széchenyi-díjas magyar esztéta, kritikus, az MTA tagja
- 1932 – Manmohan Szingh India 17. elnöke, a modernkori India történetének egyik legnagyobb hatású alakja († 2024)
- 1936 – Winnie Mandela (szül. Nomzamo Winifred Zanyiwe Madikizela), Dél-Afrikai apartheid-ellenes aktivista, Nelson Mandela felesége († 2018)
- 1940 – Bodnár László főiskolai tanár, egyetemi doktor
- 1943 – Eckhardt Mária zenetörténész, karnagy
- 1943 – Szörényi Szabolcs Kossuth-díjas magyar zeneszerző, rockzenész († 2024)
- 1943 – Tim Schenken ausztrál autóversenyző
- 1945 – Brian Ferry angol énekes, zenész, a „Roxy Music” zenekar frontembere
- 1947 – Lynn Anderson Grammy-díjas amerikai country énekesnő, lóversenyző († 2015)
- 1948 – Olivia Newton-John brit születésű ausztráliai énekesnő, színésznő († 2022)
- 1948 – Vladimír Remek az első csehszlovák űrhajós
- 1951 – Mező István magyar karikaturista, tanár
- 1956 – Linda Hamilton amerikai színésznő
- 1961 – Keszler Éva magyar színésznő
- 1962 – Tracey Thorn, az Everything but the Girl brit alternatív rockegyüttes énekesnője
- 1980 – Patrick Friesacher osztrák autóversenyző
- 1981 – Serena Williams amerikai teniszbajnoknő
- 1983 – Ricardo Quaresma portugál labdarúgó
- 1984 – Lakatos Béla a DVTK labdarúgója
- 1985 – Freud Gábor magyar labdarúgó
- 1985 – Baksay-Szabó Ádám magyar autóversenyző
- 1985 – Fabio Cerutti olasz atléta
- 1986 – Abdelhafid Benchabla algériai ökölvívó
- 1988 – Kiira Korpi finn műkorcsolyázó
- 1996 – Bruna de Paula brazil kézilabdázó

## Halálozások
- 1345 – II. Vilmos hainaut-i gróf
- 1709 – Bottyán János kuruc tábornok (egyes források sz. halálának dátuma szeptember 27.) (* 1643?)
- 1868 – August Ferdinand Möbius német matematikus, csillagász (* 1790)
- 1877 – Hermann Günther Grassmann porosz matematikus (* 1809)
- 1902 – Levi Strauss amerikai iparos, a farmernadrág névadója (* 1829)
- 1909 – Thaly Kálmán költő, író, tiszteletbeli bölcsészdoktor, az MTA tiszteleti tagja (* 1839)
- 1914 – August Macke német festő (* 1887)
- 1922 – Ivánfi Jenő magyar színész, rendező, műfordító (* 1863)
- 1937 – Bessie Smith amerikai blues-énekes (* 1894)
- 1935 – Persa Iván katolikus pap és író (* 1861)
- 1939 – Bláthy Ottó Titusz elektromérnök, akadémikus (* 1860)
- 1945 – Bartók Béla magyar zeneszerző, népzenekutató (* 1881)
- 1952 – George Santayana filozófus (* 1863)
- 1965 – Rubinyi Mózes irodalomtörténész, az MTA tagja (* 1881)
- 1973 – Anna Magnani Oscar-díjas olasz színésznő (* 1908)
- 1976 – Turán Pál kétszeres Kossuth-díjas magyar matematikus (* 1910)
- 1990 – Alberto Moravia olasz író (* 1907)
- 1997 – Zsoldos Péter magyar író, szerkesztő, rádiós (* 1930)
- 2002 – Harmaczi József magyar színész (* 1932)
- 2002 – Keresztes Attila olimpiai bajnok magyar kardvívó (* 1928)
- 2002 – Lőrinczy Éva magyar színésznő (* 1933)
- 2004 – Kabos László Jászai Mari-díjas magyar színész, humorista (* 1923)
- 2005 – Varecza Árpád matematikus, főiskolai tanár (* 1941)
- 2006 – Zimányi József fizikus, az MTA tagja (* 1931)
- 2008 – Paul Newman Oscar-díjas amerikai színész (* 1925)
- 2008 – Jászai Jolán magyar színésznő (* 1907)
- 2010 – Gloria Stuart angol-amerikai színésznő (* 1910)
- 2019 – Jacques Chirac francia elnök, miniszterelnök, Párizs polgármestere (* 1932)
- 2024 – Jelenits István Széchenyi-díjas magyar piarista szerzetes, író, teológus (* 1932)

## Nemzeti ünnepek, emléknapok, világnapok
- A Tiszta Hegyek Napja
- A Nyelvek Európai Napja
- Jemen: az 1962-es szeptemberi forradalom ünnepe